# Banda Bassotti
Banda Bassotti est un groupe de ska punk italien, originaire de Rome. Il est formé en 1981 provoqué par les populations opprimées en Palestine, Nicaragua et Salvador et commencé ses activités en 1987. Leurs chansons sont généralement de nature politique. Elles reprennent les thèmes du communisme et de l'antifascisme. Beaucoup de leurs chansons sont aussi sur l'Amérique latine. Leur nom est dérivé du nom italien des Rapetou, les personnages de Disney.

## Biographie

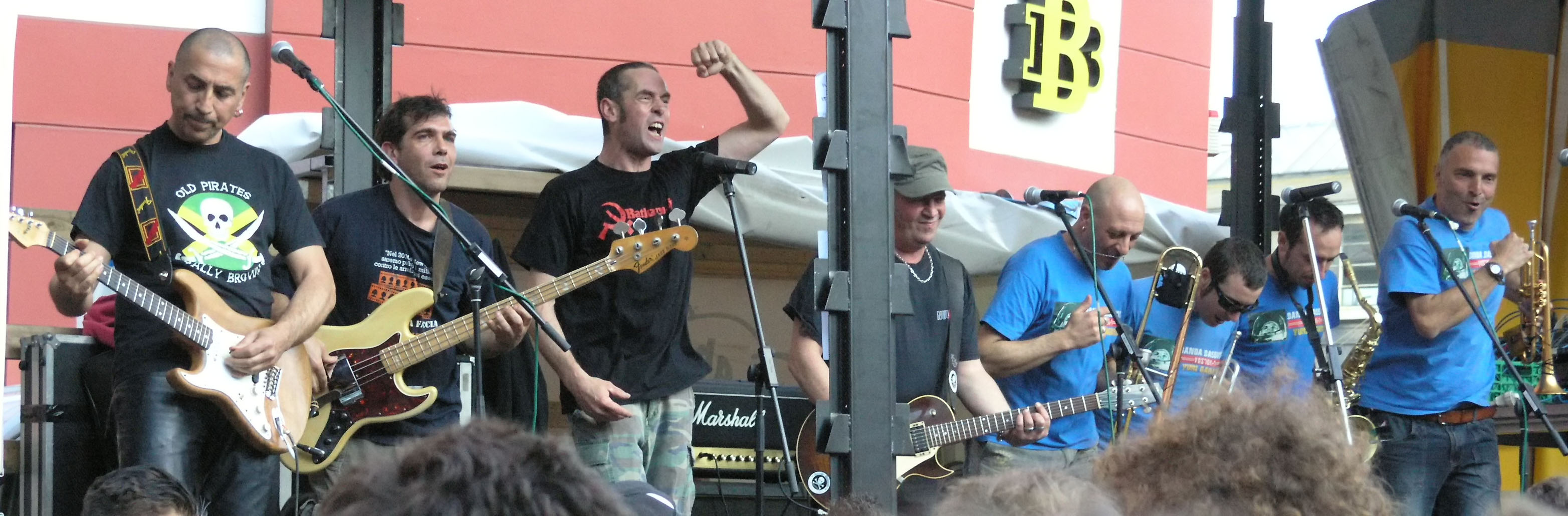
Banda Bassotti au complet, en concert.

Banda Bassotti est formé en 1981. Proche du mouvement des Centres sociaux et de la gauche alternative, Banda Bassotti publie son premier album, Figli della stessa rabbia, en 1991, qui gagne en popularité dans les scènes punk et redskin locale, puis sur les scènes alternatives européennes, notamment en Espagne. En 1995, le groupe publie son deuxième album, Avanzo di cantiere, enregistré avec les basques Kaki Arkarazo et Negu Gorriak. Après un changement de formation, ils tournent en Espagne la même année.
Le groupe se sépare en 1996, puis se réunit en 2001 pour un concert de soutien et se remet à tourner avec, pour la première fois, une section de cuivres, principalement trombone et trompette. Le concert est plus tard publié en DVD sous le titre Un altro giorno d’amore. En mars 2002, le groupe publie L’altra faccia dell’Impero, sept ans après son dernier album.
En septembre 2014, le groupe effectue sa tournée No pasaran à Rome, Moscou et au Donbass, en Ukraine.

## Idéologie et polémiques
Banda Bassotti proclame hautement son engagement politique, dont l'idéologie se rapproche du communisme. En mars 1994, Banda Bassotti et Negu Gorriak embarquent pour une tournée commune au Salvador pendant les élections locales.
Le groupe est accusé par l'Asociación Víctimas del Terrorismo en Espagne (AVT) de défendre l'organisation indépendantiste et séparatiste basque Euskadi ta Askatasuna (ETA), avec sa chanson Yup la la, issue de l'album Así es mi vida (2003). L'AVT avait déjà accusé le groupe espagnol Soziedad Alkoholika d'apologie du terrorisme et annonçait en août 2007 un recours contre Banda Bassotti. Banda Bassotti fera également face à la vindicte d'autres associations et de médias conservateurs à cause desquels le groupe devra annuler quelques concerts en Espagne, mais n'en continue pas moins ses tournées et concerts de soutien aux scènes militantes et alternatives, principalement en Europe du sud (Italie, France, Espagne).

## Discographie
- 1991 : Figli della Stessa Rabbia
- 1993 : Bella ciao
- 1994 : Avanzo de cantiere
- 2001 : Un altro giorno d’amore
- 2002 : L'Altra faccia dell’impero
- 2003 : Asì es mi vida
- 2004 : Amore e odio
- 2005 : Baldi e fieri
- 2006 : Vecchi cani bastardi
- 2008 : Viento lucha y sol
- 2010 : Check point kreuzberg
- 2012 : Siamo guerriglia
- 2014 : Banditi senza tempo